# عثمان آغا الطمشوري
عثمان آغا التيمسوري (1670–1725) كان ضابطًا في الجيش العثماني ، ومؤرخًا، وكاتب رحلات، فضلًا عن كونه أحد كتاب السير الذاتية القلائل باللغة التركية في ذلك العصر.  كتب أسير الحرب السابق في الغالب عن مغامراته - وسجنه - في مملكة النمسا (هابسبورغ) .  كانت سيرته الذاتية هي المثال التركي العثماني الوحيد من نوعه.

## حياته
وُلِد عثمان في طمشور، إيالة طمشور (في غرب رومانيا الآن)، ربما في عائلة من أصل سلافي جنوبي .  كان يتحدث الألمانية والصربية الكرواتية (السلافية الجنوبية).  كانت مدينة طمشور مأهولة بالرومانيين والسلاف الجنوبيين (الصرب) والمجريين في ذلك الوقت، حتى الفتح العثماني في عام 1552.
كان عثمان آغا ضابطًا منخفض الرتبة في الجيش في تيميشوارا والذي برع في تعلم اللغات الأجنبية وركوب الخيل .
بعد حصار فيينا الفاشل عام 1683، انقلبت الأمور وبدأت الرابطة المقدسة للدول الأوروبية في إجبار العثمانيين على الخروج من المجر خلال الحرب التركية العظمى بين عامي 1683 و1699.

### الخدمة العسكرية
لم يتمكن النمساويون من الاستيلاء على طمشورأثناء الحرب. وفي عام 1688، كُلِّف سرب عثمان المُكوَّن من 80 رجلًا بتسليم رواتب ضباط الجيش إلى ليبوفا آراد [الإنجليزية]
 ، شمال طمشور مباشرة.  وهناك هجمت عليهم القوات النمساوية المتفوقة في مقاطعة أراد. قرر مجلس المدينة الاستسلام، مما أدى إلى أن يصبح عثمان أسير حرب في سن الثامنة عشرة. 

### أسير حرب
سُلِّم عثمان آغا إلى قاض عسكري في الجيش النمساوي الذي طلب فدية. رغم امتلاكه القدرة على دفع ثمن حريته، إلا أنه لم يتم إطلاق سراحه. فبِيع عبدًا إلى العديد من ملاك العبيد الجدد في كابفنبرج وفيينا . أمضى عدة أشهر في الزنازين وكان يتعرض للضرب والجلد بشكل متكرر على يد أسياده خلال السنوات الأولى، ولكن مهارته في ركوب الخيل وتعلم اللغة الألمانية ساعدته على عيش حياة أقل ضررًا نسبيًا في السنوات اللاحقة. عرض عليه أحد أسياده الحرية مقابل اعتناق المسيحية ، فرفض مبديًا حبه للإسلام وتعاليمه. بعد معاهدة كارلوفيتز، عاد إلى طمشور في عام 1700.

### الحرب النمساوية العثمانية والحياة اللاحقة

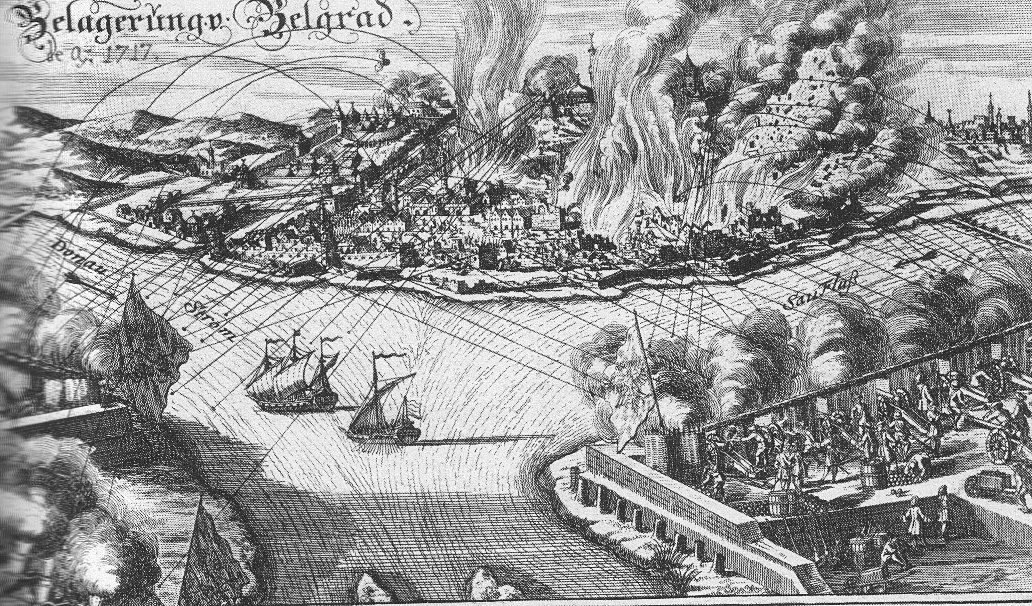
حاصرت القوات النمساوية بقيادة يوجين سافوي بلغراد في عام 1717، خلال الحرب النمساوية التركية في الفترة من 1716 إلى 1718.

بفضل اللغة الألمانية التي تعلمها أثناء خدمته، أصبح المترجم الرسمي لطمشور وخدم في العديد من البعثات الدبلوماسية إلى النمسا. لكن أسلوب حياته المريح الجديد تحطم عند اندلاع حرب جديدة بين العثمانيين والنمساويين في عام 1715. هذه المرة استولى أوجين سافوي النمساوي على طمشور في عام 1716. اضطر عثمان آغا إلى الرحيل إلى بلغراد (الآن في صربيا). وعلى الرغم من تراجع عثمان آغا، فقد واجهت بلغراد نفس المصير في عام 1717. قبل وقت قصير من الهجوم النهائي للنمساويين على بلغراد، قاموا بتفجير مستودع الذخيرة في الحصن في 14 أغسطس 1717. أدى ذلك إلى مقتل 3000 شخص، من بينهم معظم أفراد عائلة عثمان. بعد خسارة بلغراد، خدم في فيدين (الآن في بلغاريا) ثم جاء إلى إسطنبول، حيث واصل خدمته المدنية بوصفه المترجم. 

## مصنفاته
أهم أعمال عثمان آغا هو كتاب أسير الكفار (1724)، الذي يلخص مغامراته في النمسا بين عامي 1688 و1700. كما كتب التاريخ النمساوي، وهو عمل غير مكتمل حتى عام 1662. وتشمل أعماله الأخرى ملاحظات حول مهماته الدبلوماسية بعد عام 1700.
- التاريخ النمساوي، (1722)، وهو عمل غير مكتمل حتى عام 1662.
- أسير الكفار، (1724)، ملخص لمغامراته في النمسا بين عامي 1688 و1700. (المتحف البريطاني رقم المخطوطة رقم 3213 [10] ) (الطمشوري، عثمان (سبتمبر 2021). طبعة العمل الإنجليزية. مطبعة جامعة كاليفورنيا. ISBN:9780520383395. مؤرشف من الأصل في 2024-10-08. الطبعة باللغة الانجليزية . مطبعة جامعة كاليفورنيا. رقم الكتاب الدولي المعياري 9780520383395 . (نُشر في عام 2021)

## طالع أيضًا
- الحروب العثمانية الهابسبورغية
- نيكولاي سبطري [الإنجليزية]